# Kościół Matki Boskiej Wspomożenia Wiernych w Dargomyślu
Kościół pw. Matki Boskiej Wspomożenia Wiernych w Dargomyślu – kościół filialny parafii św. Stanisława Biskupa Męczennika w Cychrach.

## Opis
Kościół wieżowy, z prostokątnym korpusem (o przybliżonych wymiarach 25 × 12 m), kruchtą i zakrystią od strony północnej; górne kondygnacje wieży neogotyckie, zwieńczona jest ażurową latarnią z hełmem. Główny korpus nakrywa dwuspadowy dach. W ścianie południowej zamurowany portal ostrołukowy z ornamentem półkul w hokielach ościeży. W ścianie wschodniej trzy okna, z których środkowe nieco wyższe. Wnętrze nawy (bez dobudowy) o wymiarach 17 × 9,09 m, grubość murów 1,47 m.
Wyposażenie z przełomu XIX/XX w.: ławki, prospekt organowy, świeczniki, witraże. Dzwon gotycki (śr. 0,90 m) z końca XIII lub początku XIV w. w górnej części płaszcza – tuż przy czapie – ma wypukły napis dużymi literami, tzw. majuskułą: O + REX + GLORIE + VENIT + CUM + PACE („O królu chwały przyjdź z pokojem”).

## Historia

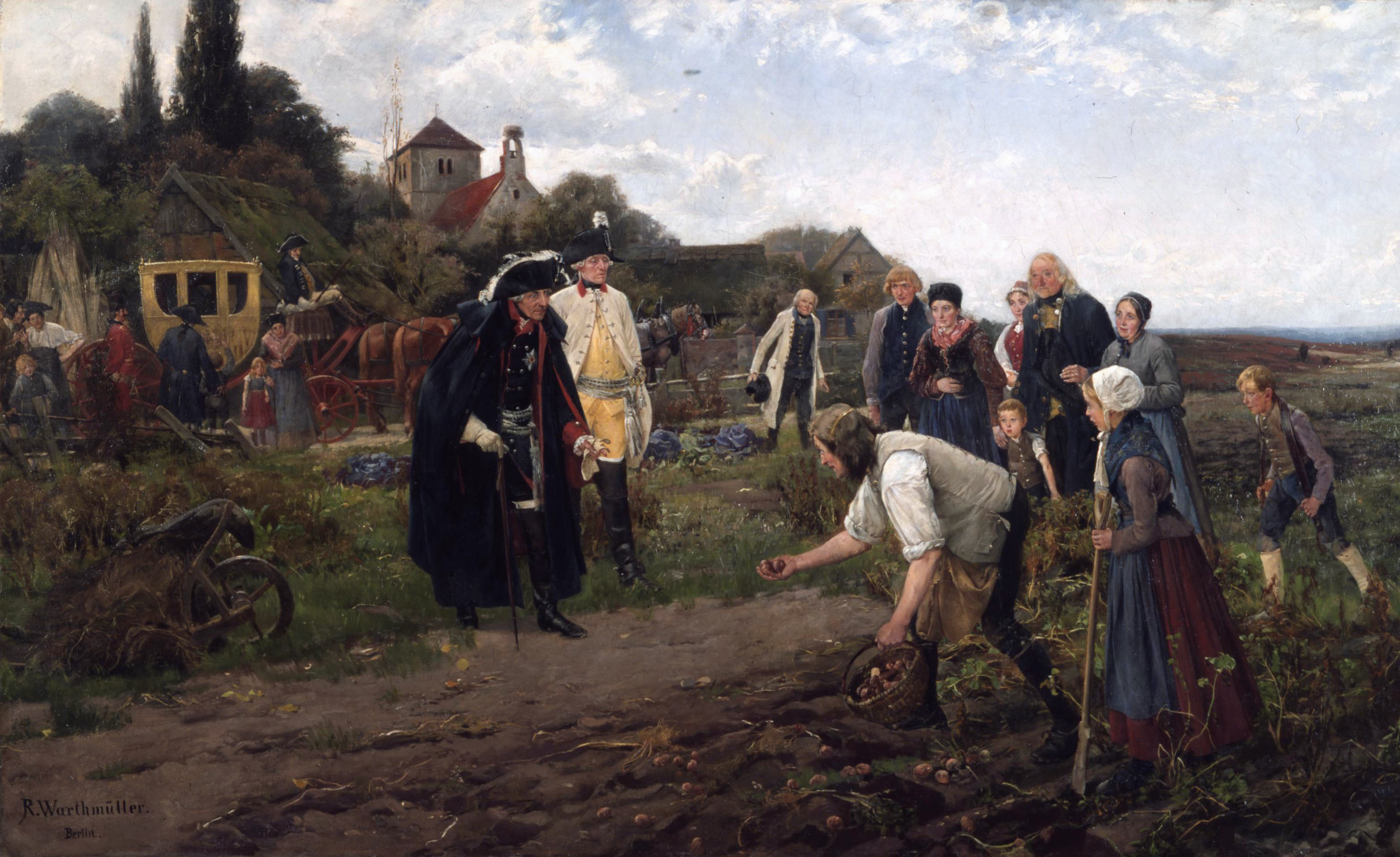
Król Fryderyk II wizytuje pole ziemniaków, obraz Roberta Warthmüllera; w głębi kościół w Dargomyślu

Zbudowany ok. 1260 z fundacji chwarszczańskich templariuszy, z kostki granitowej, orientowany, salowy, bez chóru i wieży zachodniej, z zakrystią od strony północnej.
Po raz pierwszy jako parafialny wymieniony w 1385 r., kiedy to biskup kamieński Filip zatwierdził fundację nowego ołtarza w kościele parafialnym w Gorzowie, dokonaną przez plebana z Dargomyśla, Mathiasa Schulte z własnych dochodów (Gorzów był jego rodzinnym miastem). W 1433 r. kościół uległ częściowemu zniszczeniu podczas przemarszu wojsk husyckich. Po 1540 r. przejęła go gmina protestancka. Rozbudowany w 1748 r. o zachodnią część nawową (usunięto wówczas portal główny w ścianie zachodniej) i wieżę, uległ zniszczeniom w 1758 r. podczas bitwy pod Sarbinowem oraz w 1805 r. w wyniku działań wojsk francuskich; następnie odnowiony. Forma dominującej nad zabudową kamiennej wieży kościoła znana jest z płótna gorzowskiego malarza Roberta Warthmüllera (1886), który uwiecznił Dargomyśl w scenie przedstawiającej wizytę króla Fryderyka II Wielkiego. Po pożarze wieży 5 kwietnia 1897 r. została ona częściowo rozebrana. W 1898 r. dobudowano górną część wieży z cegły, którą zakończono drewnianą strzelistą wieżyczką, dobudowano również drewniany chór oraz założono nowy drewniany sufit. Istniejące jeszcze trzy dzwony z XV i XVI w. (o średnicach 0,80, 0,65 i 0,48 m) w czasie II wojny światowej zabrali Niemcy. Wokół kościoła znajdował się do 1945 r. cmentarz grzebalny, ślady jego istnienia są widoczne na murze okalającym cmentarz kościelny. Poświęcony 30 maja 1946 r., od 1957 r. jest kościołem filialnym parafii św. Stanisława Biskupa Męczennika w Cychrach.

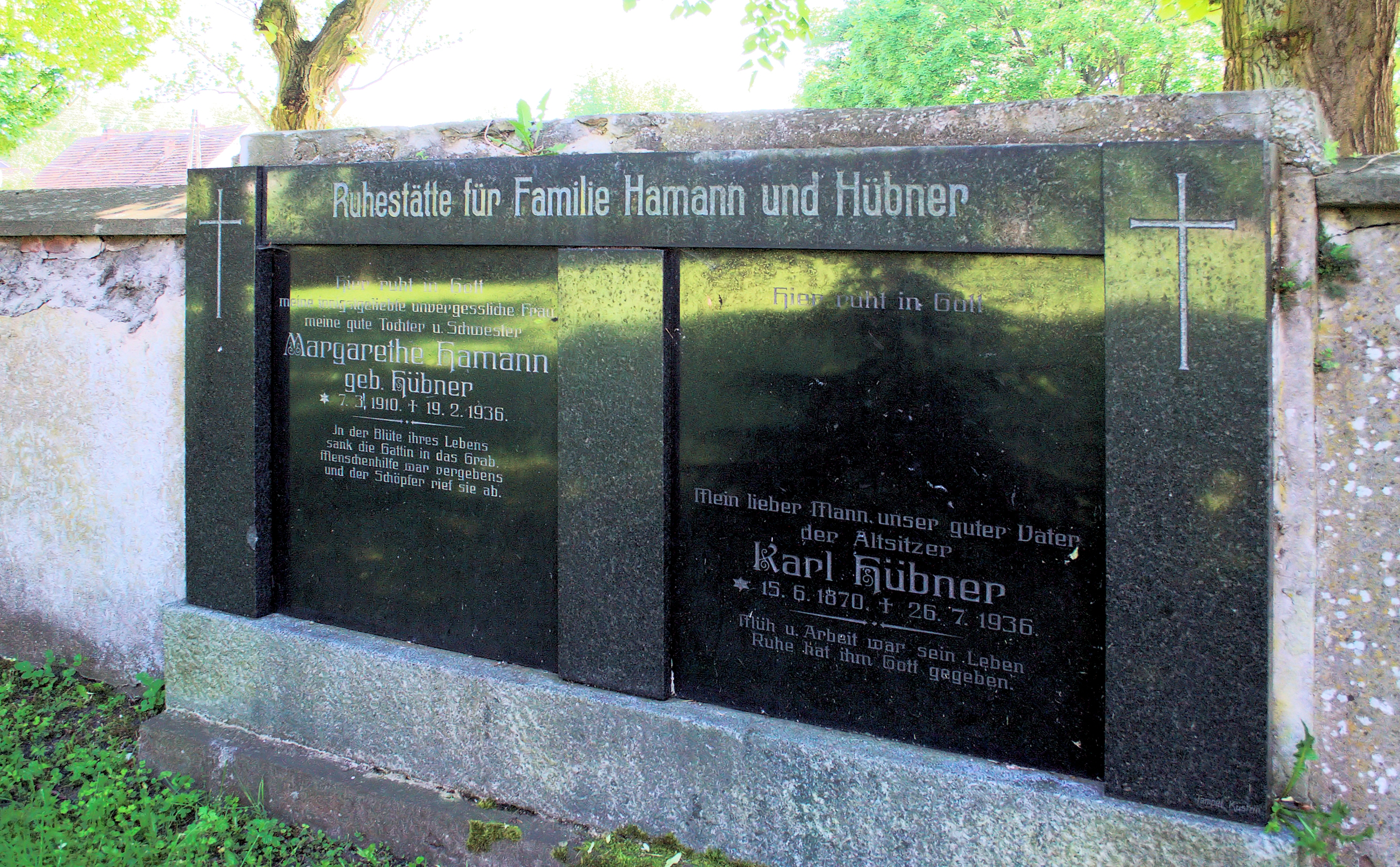
Dawny cmentarz w murze okalającym kościół